# Pierre-Bénite
Pierre-Bénite ist eine ehemalige französische Gemeinde mit 10.585 Einwohnern (Stand: 1. Januar 2022) in der Métropole de Lyon in der Region Auvergne-Rhône-Alpes. Sie gehörte  zum Arrondissement Lyon. Ihre Bewohner werden Pierre-Bénitains und Pierre-Bénitaines genannt.
Der Erlass der Präfektin vom 12. Dezember 2023 legte mit Wirkung zum 1. Januar 2024 die Eingliederung von Pierre-Bénite als Commune déléguée zusammen mit der früheren Gemeinde Oullins zur neuen Commune nouvelle Oullins-Pierre-Bénite fest.
Die Gemeinde erhielt 2023 die Auszeichnung „Zwei Blumen“, die vom Conseil national des villes et villages fleuris (CNVVF) im Rahmen des jährlichen Wettbewerbs der blumengeschmückten Städte und Dörfer verliehen wird.

## Geografie
Pierre-Bénite liegt etwa sieben Kilometer südsüdwestlich des Stadtzentrums von Lyon am rechten Ufer der Rhone.
Umgeben wird Pierre-Bénite von den Nachbargemeinden und der Commune déléguée:
| Oullins (Commune déléguée) | Lyon                                        |            |
|                            | Kompassrose, die auf Nachbargemeinden zeigt | Saint-Fons |
| Saint-Genis-Laval          | Irigny                                      |            |

## Geschichte
Pierre-Bénite entstand 1869 durch Herauslösung seines Gebiets aus der Gemeinde Oullins.

## Bevölkerungsentwicklung
| Pierre-Bénite: Einwohnerzahlen von 1872 bis 2021                                                                           | Pierre-Bénite: Einwohnerzahlen von 1872 bis 2021 | Pierre-Bénite: Einwohnerzahlen von 1872 bis 2021 | Pierre-Bénite: Einwohnerzahlen von 1872 bis 2021 | Pierre-Bénite: Einwohnerzahlen von 1872 bis 2021 |
| --- | ------------------------------------------------ | ------------------------------------------------ | ------------------------------------------------ | ------------------------------------------------ |
| Jahr |                                                  |                                                  |                                                  | Einwohner                                        |
| 1872 | 1872                                             |                                                  | 1.638                                            | 1.638                                            |
| 1876 | 1876                                             |                                                  | 1.832                                            | 1.832                                            |
| 1881 | 1881                                             |                                                  | 2.409                                            | 2.409                                            |
| 1886 | 1886                                             |                                                  | 2.520                                            | 2.520                                            |
| 1891 | 1891                                             |                                                  | 2.577                                            | 2.577                                            |
| 1896 | 1896                                             |                                                  | 2.742                                            | 2.742                                            |
| 1901 | 1901                                             |                                                  | 3.161                                            | 3.161                                            |
| 1906 | 1906                                             |                                                  | 3.241                                            | 3.241                                            |
| 1911 | 1911                                             |                                                  | 3.498                                            | 3.498                                            |
| 1921 | 1921                                             |                                                  | 4.168                                            | 4.168                                            |
| 1926 | 1926                                             |                                                  | 4.584                                            | 4.584                                            |
| 1931 | 1931                                             |                                                  | 5.318                                            | 5.318                                            |
| 1936 | 1936                                             |                                                  | 5.240                                            | 5.240                                            |
| 1946 | 1946                                             |                                                  | 5.189                                            | 5.189                                            |
| 1954 | 1954                                             |                                                  | 5.910                                            | 5.910                                            |
| 1962 | 1962                                             |                                                  | 5.840                                            | 5.840                                            |
| 1968 | 1968                                             |                                                  | 8.030                                            | 8.030                                            |
| 1975 | 1975                                             |                                                  | 10.049                                           | 10.049                                           |
| 1982 | 1982                                             |                                                  | 9.468                                            | 9.468                                            |
| 1990 | 1990                                             |                                                  | 9.574                                            | 9.574                                            |
| 1999 | 1999                                             |                                                  | 9.963                                            | 9.963                                            |
| 2006 | 2006                                             |                                                  | 9.971                                            | 9.971                                            |
| 2013 | 2013                                             |                                                  | 10.132                                           | 10.132                                           |
| 2021 | 2021                                             |                                                  | 10.515                                           | 10.515                                           |
| Quelle(n): EHESS/Cassini bis 1999, INSEE ab 2006 Anmerkung(en): Ab 1962 offizielle Zahlen ohne Einwohner mit Zweitwohnsitz |                                                  |                                                  |                                                  |                                                  |

## Sehenswürdigkeiten
- Reste des Herrenhauses Le Grand Perron aus dem 16. Jahrhundert, seit 1979 in Teilen als Monument historique klassifiziert, in weiteren Teilen eingeschrieben
- Schloss, genannt „Le Petit Perron“, aus dem 16. Jahrhundert, seit 2006 als Monument historique eingeschrieben

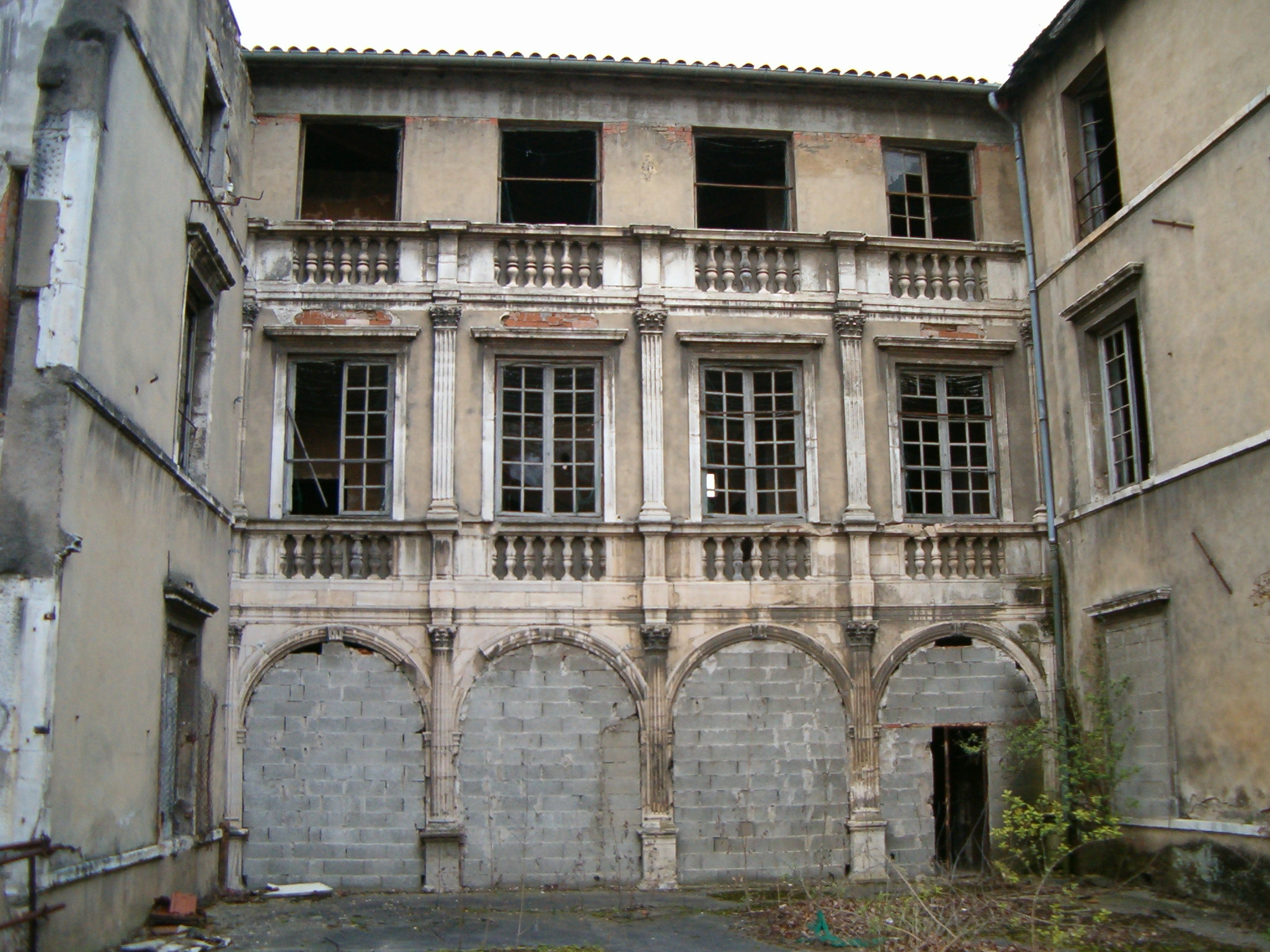
Reste des Herrenhauses Le Grand Perron
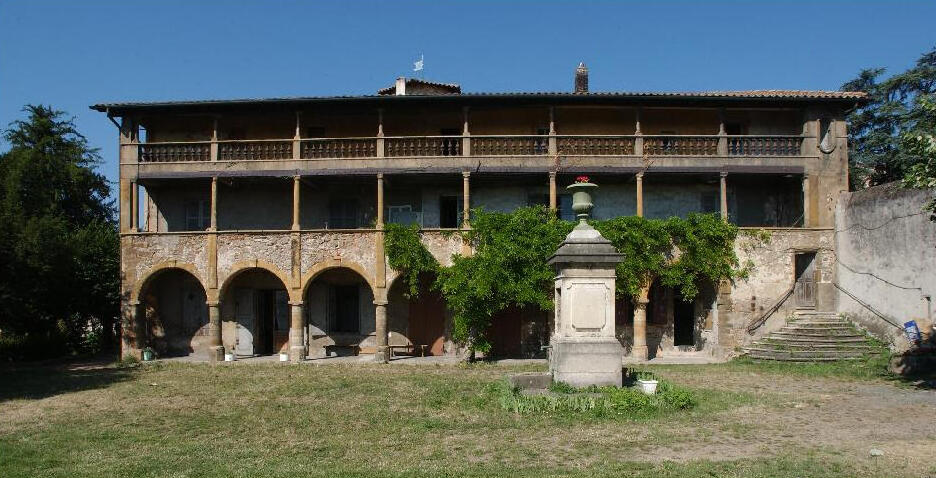
Schloss „Le Petit Perron“

## Söhne- und Töchter der Stadt
- Clément Berthet (* 1997), Radrennfahrer
- Julien Andlauer (* 1999), Autorennfahrer
- Hugo Vogel (* 2004), Fußballspieler

## Partnergemeinden
- Markkleeberg, Deutschland
- Boville Ernica, Italien